# Acantuerta
Acantuerta é um gênero de traça pertencente à família Arctiidae.

## Espécies
- Acantuerta ladina Jordan, 1926
- Acantuerta thomensis Jordan, 1904